# ボア・ヴィスタ基礎自治体
ボア・ヴィスタ基礎自治体（ポルトガル語: Concelho da Boa Vista）は、カーボベルデの基礎自治体のひとつ。

## 教区
- Santa Isabel
- São João Batista